# Aoba (navire)
Pour les articles homonymes, voir Aoba.
L’Aoba (青葉) est un croiseur de la classe Aoba de la Marine impériale japonaise, qui a donné son nom à la deuxième classe de croiseurs construits sous l'égide du traité de Washington de 1922. Il est mis en service en 1927 et a pris, pendant la guerre du Pacifique, une part active aux opérations navales, notamment devant Guadalcanal, en tant que navire amiral de la 6e Division de Croiseurs au sein de la 8e Flotte, jusqu'à la mi-octobre 1942. Malgré les dégâts qu'il a subis, c'est un des rares croiseurs lourds japonais à ne pas avoir été perdu en haute mer. Il finit coulé par l'aviation embarquée américaine, en rade de Kure, le 28 juillet 1945.

## Conception et caractéristiques
Les croiseurs Aoba et Kinugasa avaient été planifiés comme troisième et quatrième unités de la classe Furutaka. Mais certaines solutions retenues pour cette classe de croiseurs, ne donnèrent pas pleinement satisfaction, notamment la disposition de l'artillerie principale en six pseudo-tourelles simples, les installations d'aviation avec une plate-forme orientable, et le calibre de 76,2 mm pour l'artillerie secondaire. Sur ces points, la classe Furutaka fut d'ailleurs modifiée, lors des refontes qui ont eu lieu en 1930-1931 et 1936-1939,.
Aussi dès la construction de la nouvelle classe, l'artillerie principale y fut installée en trois tourelles doubles, deux superposées à l'avant, une à l'arrière, pour les canons de 200 mm 1 GÔ (Mark I). L'élévation maximale des canons était de 40° et non plus 25°, ce qui donnait une portée maximale de 26 700 mètres, au lieu de 24 000 mètres. L'artillerie secondaire était constituée de quatre affûts simples de 120 mm à double usage. Pour les installations d'aviation, le système de la plate-forme pivotante montée sur le toit d'une tourelle a été abandonné, au profit d'une catapulte orientable, installée juste en avant de la tourelle double arrière. Ce furent les premières catapultes montées sur des croiseurs japonais dès l'origine.
Pour le reste, qu'il s'agisse des installations lance-torpilles, de la protection ou de la propulsion, la classe Aoba était identique à la classe Furutaka d'origine,.

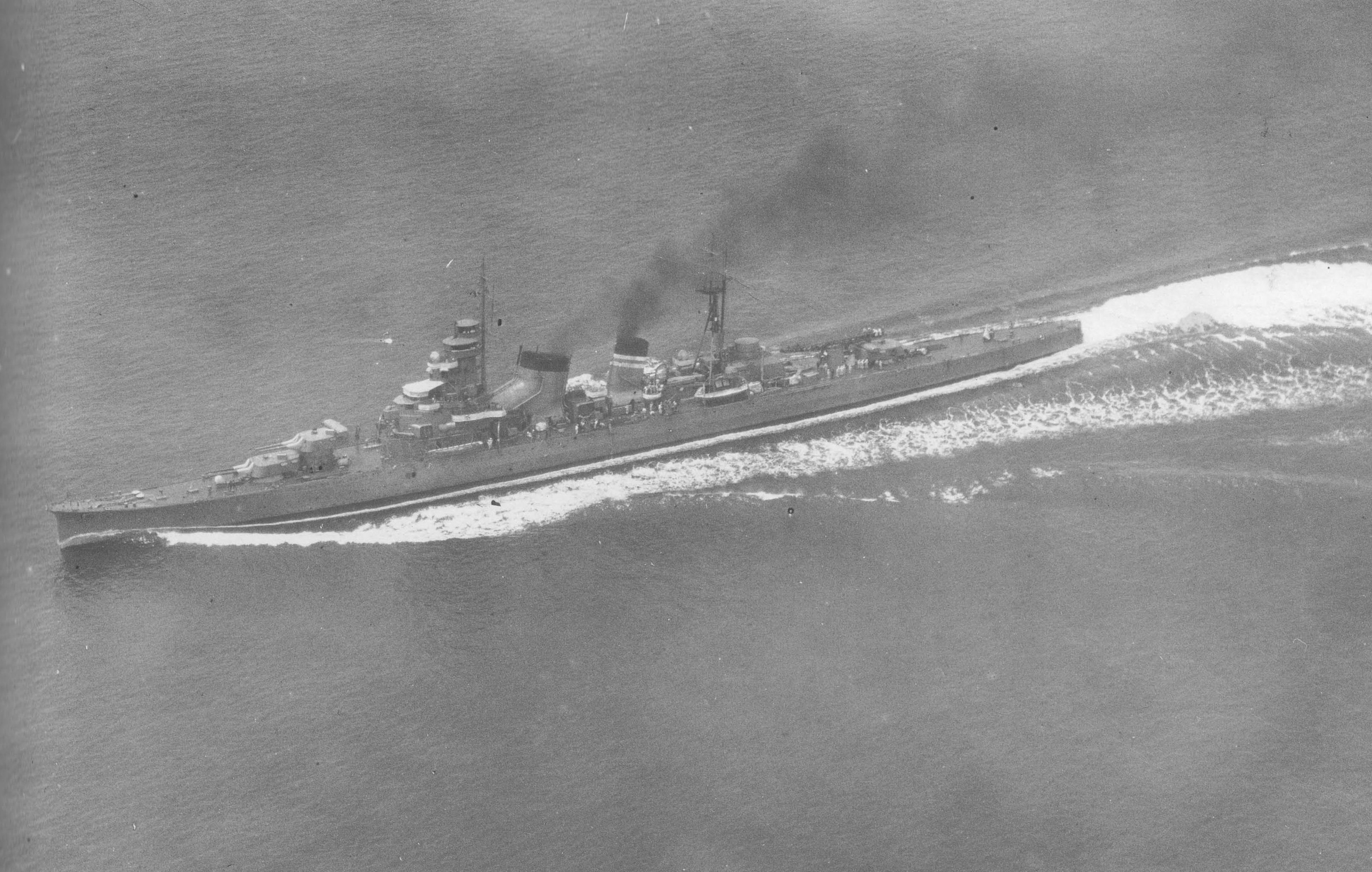
L'Aoba, en essais de sa catapulte, après sa seconde refonte, fin 1938

Une première refonte est intervenue au début des années 1930, qui a consisté essentiellement à équiper l'artillerie secondaire de 120 mm, jusqu'alors opérée manuellement, de mécanismes de chargements électro-hydrauliques. Une reconstruction plus importante a été prévue à la fin des années 1930, que le début de la guerre sino-japonaise a perturbée, au moins en ce qui concerne l'Aoba. Il s'est agi essentiellement de remplacer les canons de 200 mm 1 GÔ (Mark I) par des canons de 203 mm 2 GÔ (Mark II). La Défense Contre Avions à courte portée a été renforcée, en installant notamment quatre affûts doubles de canons antiaériens de 25 mm Type 96 automatiques, qui étaient dérivés de matériels Hotchkiss français et qui ont été le principal matériel anti-aérien à courte portée de la Marine impériale japonaise. Les tubes lance-torpilles fixes installés dans la coque ont été remplacés par deux plates-formes quadruples orientables sur le pont principal, toujours pour des torpilles Longue Lance de 610 mm de diamètre.
Alors que l'appareil propulsif a été modernisé avec l'installation de nouvelles chaudières, toutes au mazout sur le Kinusaga, sur l'Aoba, cette modernisation s'est limitée à transformer les deux chaudières mixtes mazout-charbon en chaudières uniquement à mazout. La puissance installée s'en est trouvée portée à 108 000 ch.

## Service
Les croiseurs de la classe Aoba et de la classe Furutaka formaient, au début de la guerre du Pacifique, la 6e Division de Croiseurs, aux ordres du contre-amiral Gotō, qui en avait reçu le commandement le 10 novembre 1941 et avait sa marque sur l'Aoba.
Ils ont participé en décembre 1941, à l'occupation de Guam, et à l'attaque de l'île de Wake. Fin janvier 1942, ils ont participé à la couverture de l'occupation de Rabaul en Nouvelle-Bretagne et Kavieng en Nouvelle-Irlande. En mars, ils couvrent les débarquements japonais, à Lae et Salamaua, sur la côte nord-est de la Papouasie-Nouvelle-Guinée, à Buka, et Kieta sur l'île de Bougainville et aux îlots Shortland, et en avril sur les îles de l'Amirauté.

### En mer de Corail (mai 1942)
Début mai, ils ont participé à l'opération Mo. Il s'agissait, sous l'autorité du vice-amiral Inoue, Commandant-en-Chef de la 4e Flotte, dont le Quartier Général était à Truk dans les îles Carolines, d'aller attaquer Port-Moresby, sur la cote sud-est de la Nouvelle-Guinée, après avoir débarqué dans les îles Salomon. La couverture rapprochée devait être confiée à une force aéronavale, aux ordres du contre-amiral Kajioka, centrée sur le porte-avions Shōhō, et à la 6e Division de Croiseurs du contre-amiral Gotō, et la couverture éloignée à la 5e Division de Croiseurs, les Myōkō et Haguro, aux ordres du vice amiral Takagi, et à la 5e Division de Porte-avions (Shōkaku et Zuikaku) du contre-amiral Hara.
Le porte-avions Shōhō a été coulé, le 7 mai, par l'aviation embarquée américaine, dans une des premières actions de la bataille de la mer de Corail, ce qui a entrainé l'abandon de l'attaque sur Port-Moresby. Après des combats qui ont vu, le 8 mai, la destruction du porte-avions américain USS Lexington, les grands porte-avions japonais Shōkaku et Zuikaku ont été endommagés, le Kinugasa et le Furutaka, les ont escortés lors de leur retour vers Truk, tandis que l'Aoba et le croiseur Kako escortait la Force d'Attaque de Port-Moresby, dans son repli, vers Rabaul.
À la suite de la bataille de Midway, à laquelle la 6e Division de Croiseurs n'a pas participé, une réorganisation est intervenue dans la Flotte japonaise à la mi-juillet, une 8e Flotte a été créée, basée à Rabaul, avec à sa tête le vice-amiral Mikawa, dont le Chōkai, était le navire-amiral. La 6e Division de Croiseurs a été affectée fin juillet à la 8e Flotte.

### Devant Guadalcanal (août-novembre 1942)
Pendant les premiers combats autour de Guadalcanal en août, la 6e Division de Croiseurs a constitué une part très importante des forces que le vice-amiral Mikawa a menées à la bataille de l'île de Savo, coulant quatre croiseurs, un australien et trois américains, et en endommageant gravement un cinquième, avec des pertes légères du côté japonais. Le lendemain, 10 août, en rentrant à Kavieng, le Kako, de la classe Furutaka a été torpillé et coulé.

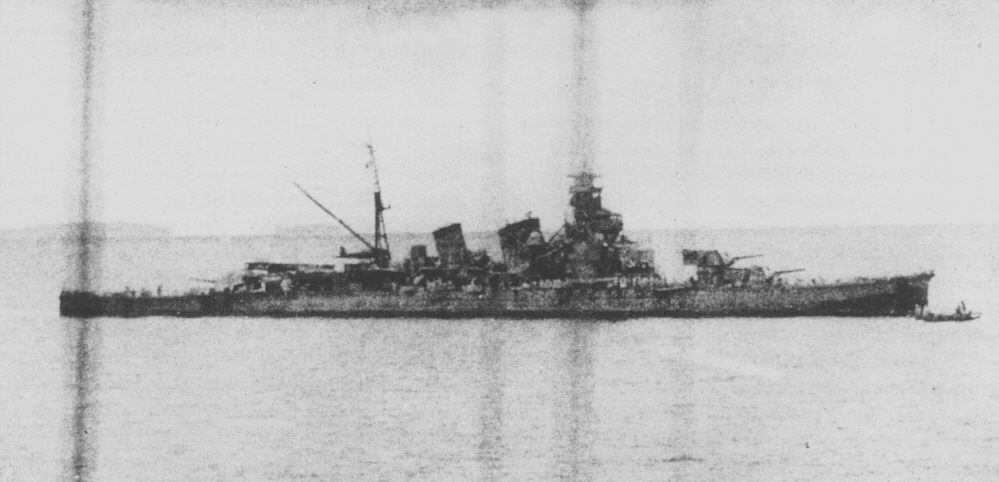
L'Aoba, endommagé devant Buin à Bougainville, le 13 octobre 1942, après la bataille du cap Espérance

Dans la nuit du 11 au 12 octobre 1942, les trois croiseurs lourds restants de la 6e Division de Croiseurs, aux ordres du contre-amiral Gotō, accompagnant un convoi japonais, venant de Rabaul, se sont heurtés à deux croiseurs lourds américains, les USS Salt Lake City et San Francisco, et deux grands croiseurs légers USS Boise et Helena aux ordres du contre-amiral Scott, qui venaient d'escorter un convoi arrivant de Nouméa. Au large du Cap Espérance, à l'extrémité nord-ouest de Guadalcanal, l'escadre américaine, prévenue par des avions de reconnaissance, a repéré au radar l'escadre japonaise, et lui a « barré le T ». Le contre-amiral Gotō, après avoir donné l'ordre de faire demi-tour, a été mortellement blessé, dès le début de l'engagement, sur la passerelle de l'Aoba, sous le feu du croiseur USS Helena. L'Aoba a été très sérieusement endommagé, recevant une quarantaine d'obus de 152 mm et 203 mm, mais a gardé sa capacité de manœuvre. Le Furutaka, aux prises avec des destroyers américains, a encaissé une torpille de l'USS Duncan, qui lui a noyé la salle de machines avant, tandis que le Kinugasa engageait l'USS Salt Lake City et endommageait l'USS Boise. Le Furutaka, écrasé par le feu américain, a coulé dans la nuit, mais le reste de l'escadre japonaise s'est retiré sans bombarder le terrain d'aviation Henderson,.
L'Aoba parti se faire réparer au Japon, le Kinugasa est resté la seule unité opérationnelle de la 6e Division de Croiseurs. Avec le Chōkai, il a participé à un bombardement d'Henderson Field, le 15 octobre, et assuré la couverture de plusieurs convois de renfort des forces japonaises de Guadalcanal. Après la première bataille navale de Guadalcanal et la destruction du cuirassé rapide Hiei, le vice-amiral Mikawa est revenu avec quatre croiseurs lourds, parmi lesquels le Kinugasa, bombarder Henderson Field, dans la nuit du 13 au 14 novembre 1942. Au retour de cette mission, en fin de matinée du 14, regagnant les îlots Shortland, sous les assauts de l'aviation embarquée du porte-avions USS Enterprise et de l'aviation basée sur Henderson Field, le Kinugasa a succombé, et a coulé.

### Du Pacifique sud-ouest en 1943, jusqu'à Kure, en 1945
L'Aoba, remis en état, a retrouvé fin février 1943 le secteur des Salomon. Endommagé à Kavieng en avril, par un bombardement de B-17, au point de devoir être échoué pour éviter sa perte, il a été de nouveau en réparations à Kure, d'août à fin novembre, et a été doté à cette occasion d'un radar de veille aérienne de Typ21, et de deux affûts doubles de canons antiaériens de 25 mm Type 96 automatiques, mais sa vitesse maximale a dû être réduite à 26 nœuds. Il a été alors affecté à la 2e Flotte Expéditionnaire du Sud, et a opéré de Singapour à Penang, Mergui, Port Blair dans les Îles Andaman. Fin février 1944, devenu le navire-amiral de la 16e Division de Croiseurs, avec le croiseur léger Kinu, il a effectué un raid contre les navires de commerce allié dans l'Océan Indien, puis a opéré de Balikpapan (Borneo) à Penang. Il a été envoyé, en mai, en renforcement de la défense japonaise, contre l'attaque américaine de Biak. En juin il a opéré entre Sumatra et les Célèbes, ne participant donc pas à la bataille de la mer des Philippines. En juillet, où il a passé quinze jours en cale sèche à Singapour, sa Défense Contre Avions rapprochée s'est trouvée très nettement renforcée, atteignant 6 affûts triples, 12 affûts doubles et de 10  à   15 pièces simples de 25 mm. Fin juillet 1944, il a rejoint les cuirassés et croiseurs, au mouillage des îles Lingga.

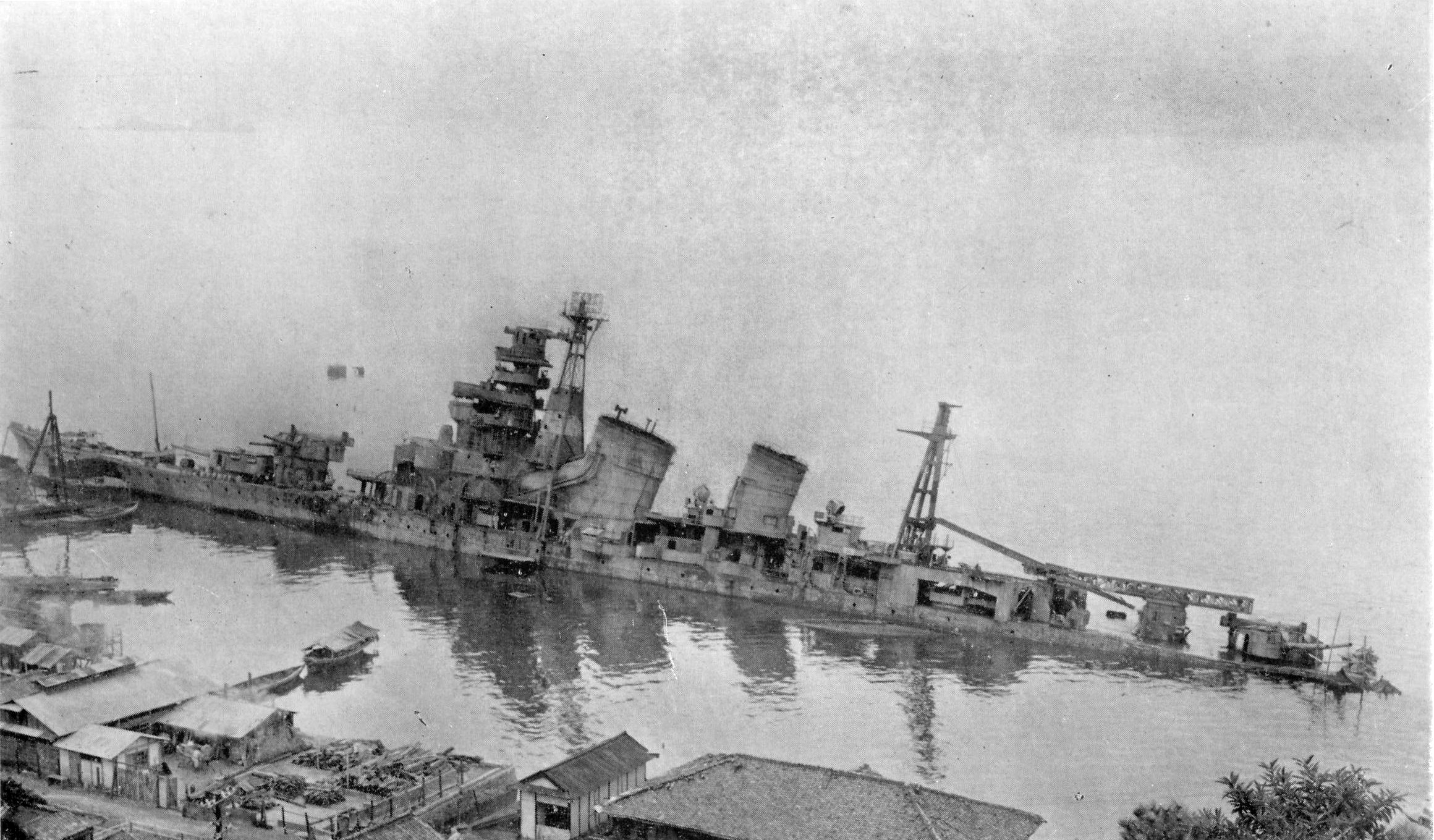
L'épave de l'Aoba coulée à Kure, en 1946, après avoir été bombardée, fin juillet 1945

La 16e Division de Croiseurs a appareillé le 18 octobre 1944, avec la Force d'Attaque de Diversion no 1, que le vice-amiral Kurita devait mener à l'attaque des forces américaines qui allaient débarquer dans le golfe de Leyte, mais elle s'en est séparée le 21, à Brunei, pour aller débarquer des troupes en renfort aux Philippines. Le 24, vers 2 h 40, l'USS Bream (en), a repéré, à 400 nautiques dans le nord-ouest de Palawan, les navires japonais et il a mis une torpille à l'Aoba, qui a réussi à gagner, en remorque d'un destroyer, la base navale de Cavite. Réparé sommairement, sous les bombes de l'aviation embarquée de la IIIe Flotte américaine, il partit escorter un convoi, échappant à un violent bombardement sur Manille, le 5 novembre. Il a échappé le lendemain aux torpilles d'une meute de sous-marins américains, qui ont sérieusement endommagé le Kumano avec qui il naviguait de concert. Il a réussi à rejoindre le Japon, où il a été jugé irréparable. Il a finalement été coulé en rade de Kure, par l'aviation embarquée américaine, dans les derniers jours de juillet 1945.